# Frédéric Sy
Charles Frédéric Édouard Sy, född den 31 januari 1861 i Paris, var en fransk astronom.
Mellan 1879 och 1887 var han verksam vid Parisobservatoriet i Paris
Från 1887 till 1918 arbetade han vid Algerobservatoriet i Alger.
Minor Planet Center listar honom som upptäckare av 2 asteroider, båda under 1916.
Sy tilldelades Valzpriset 1919. Han har fått asteroiden 1714 Sy uppkallad efter sig.

## Asteroid upptäckt av Frédéric Sy
| 858 El Djezaïr | 26 maj 1916    |
| 859 Bouzaréah  | 2 oktober 1916 |